# Norman Wisdom
Norman Wisdom, OBE (Londres, 4 de fevereiro de  1915 — Ilha de Man, 4 de outubro de 2010) foi um actor, comediante e cançonetista britânico, nascido na Inglaterra.
Franzino, foi o maior êxito em Inglaterra na década de 1950. Envergando um fato mal feito e um boné achatado, fez o papel de palhaço tímido e propenso a acidentes na maioria dos seus filmes, desde A Loja do Doido, de 1953.
Em 1968 trabalhou sob direção de William Friedkin na comédia musical Quando o Strip-Tease Começou.
Como actor sério, foi aplaudido fazendo de doente com um cancro terminal numa peça televisiva da BBC, Going Gently (1981), com Judi Dench.
O ator britânico faleceu na segunda-feira, dia 4 de outubro de 2010, aos 95 anos de idade.